# Pseudomyrmex lynceus
Pseudomyrmex lynceus är en myrart som först beskrevs av Maximilian Spinola 1851.  Pseudomyrmex lynceus ingår i släktet Pseudomyrmex och familjen myror. Inga underarter finns listade i Catalogue of Life.